# Faraday (Ontario)
Faraday es un municipio canadiense situado en la provincia de Ontario.

## Superficie
Faraday tiene una superficie de 217,44 km².

## Demografía
En 2021, tenía 1612 habitantes, una densidad poblacional de 7,4 hab./km², y 1290 viviendas.